# St-Martin (Limoux)

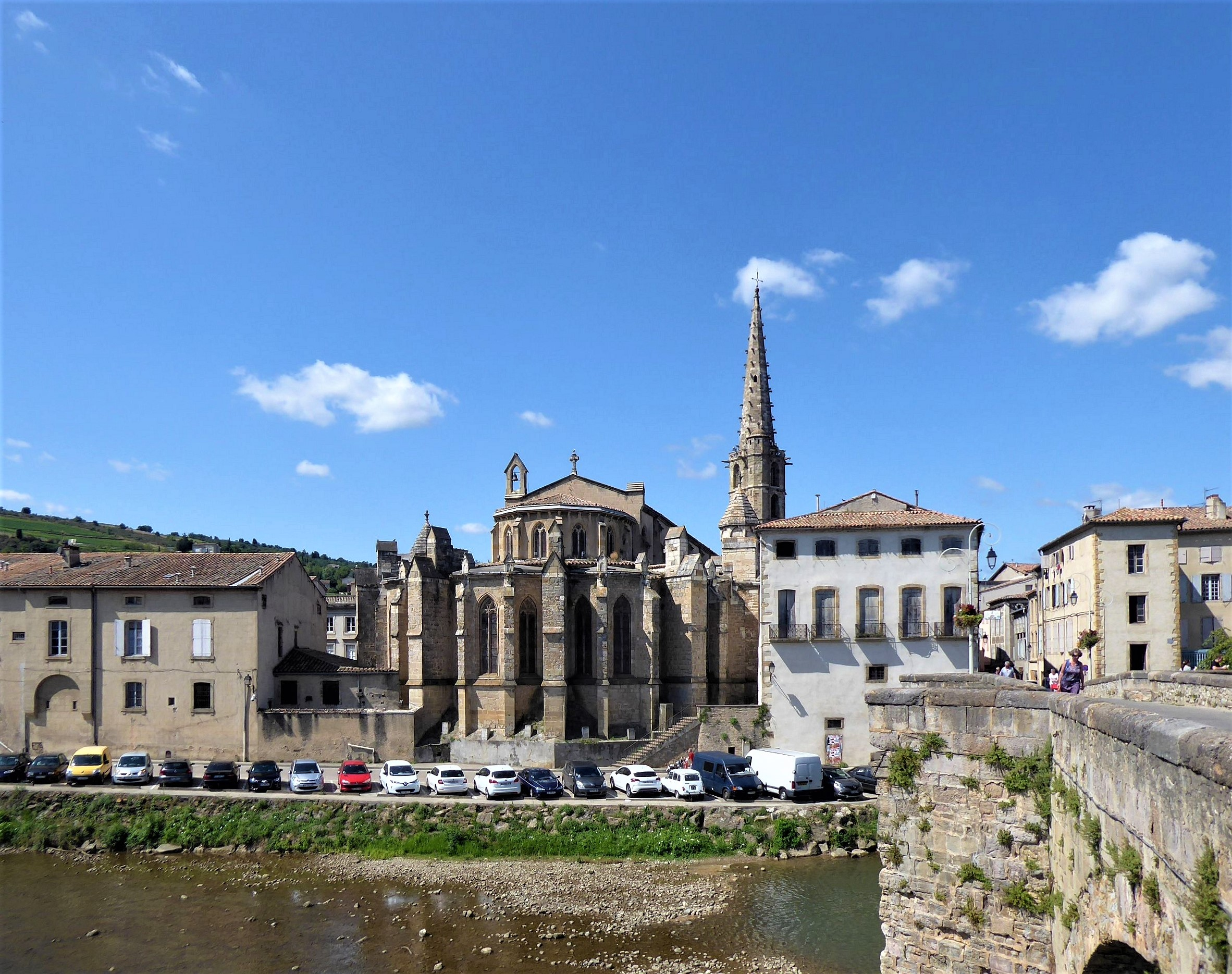
Limoux, Kirche St-Martin am Ufer der Aude

St-Martin ist die römisch-katholische Pfarrkirche von Limoux im Département Aude in Frankreich. Die Kirche wurde 1948 als Monument historique eingestuft. Der Chor der Kirche erhebt sich unmittelbar über dem Ufer der Aude neben der mittelalterlichen Brücke Pont-Neuf.

## Geschichte

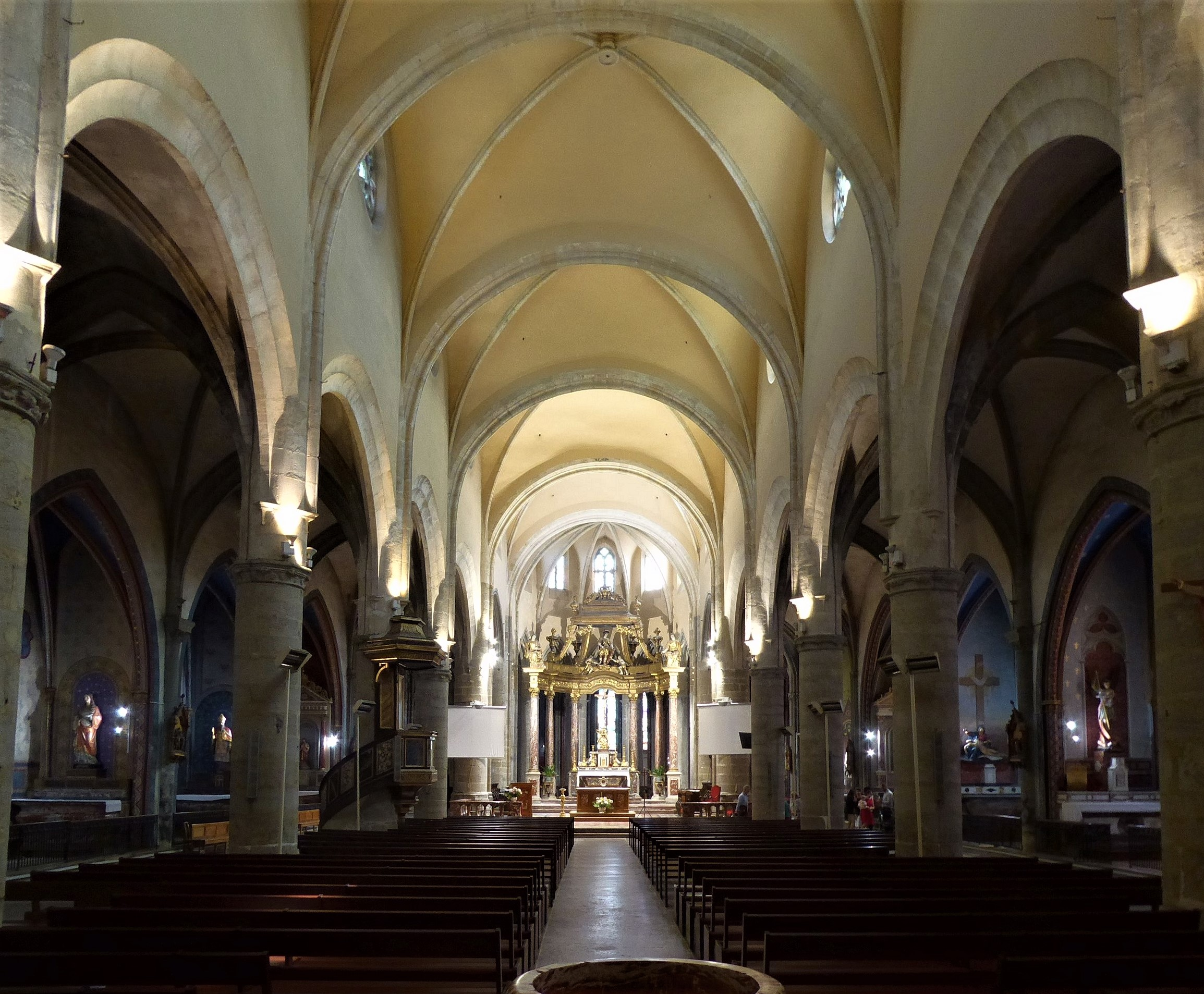
Blick durch das Langhaus Richtung Chor

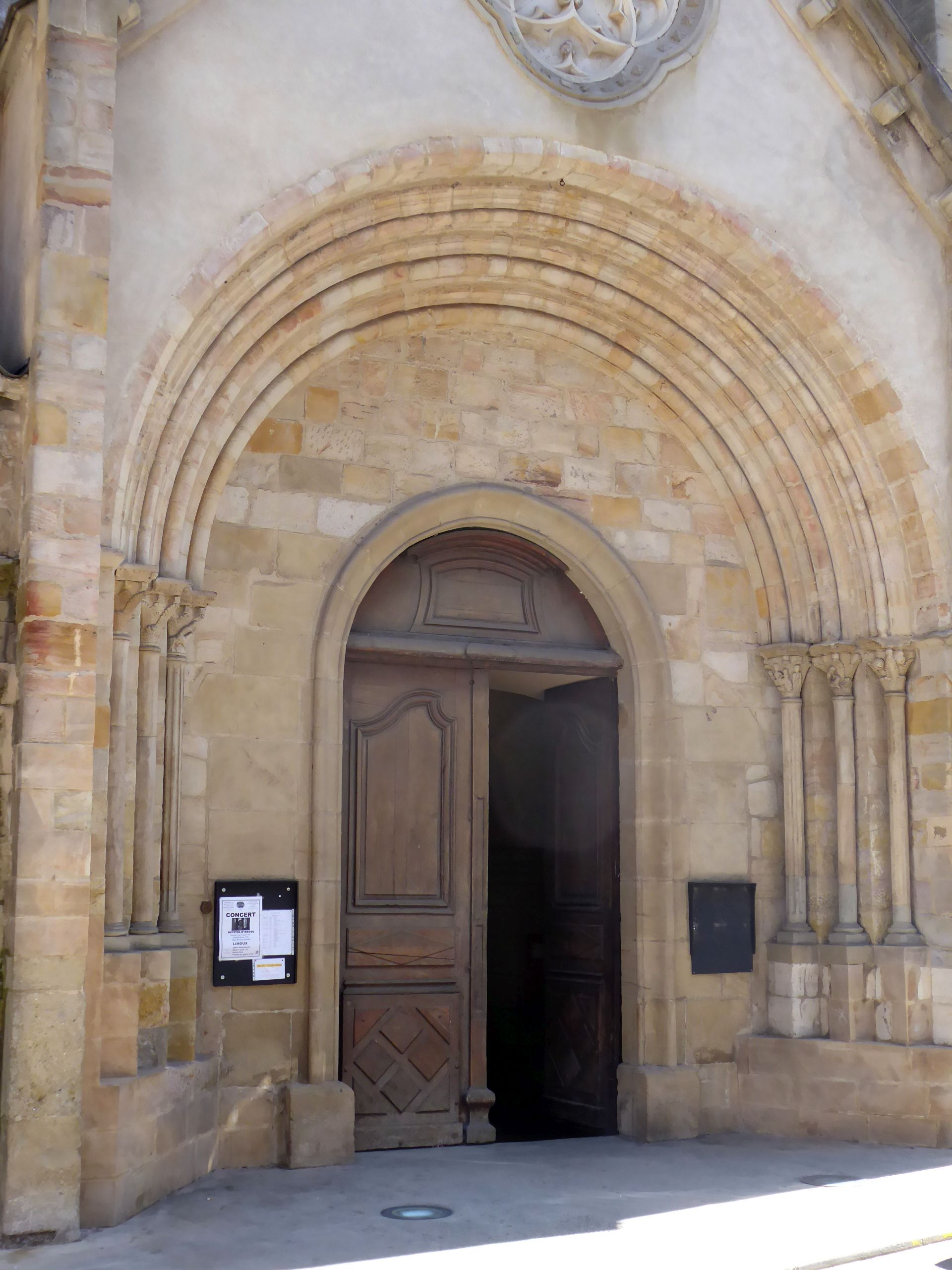
Romanisches Westportal

Urkundlich zum ersten Mal erwähnt wurde die dem Patrozinium des heiligen Martin von Tours unterstellte Kirche in einer Bulle des Papstes Calixt II. aus dem Jahr 1120, in welcher dieser den Besitz der Abtei von Saint-Hilaire bestätigte. Im Jahr 1208 ging das Gotteshaus in den Besitz des Klosters Prouille über. 1317 erfolgte die Erhebung der Kirche zur Kathedrale des Bistums Alet durch Papst Johannes XXII., die 1318 auf Verlangen des Klosters Prouille rückgängig gemacht wurde. Die Arbeiten an der zu diesem Zeitpunkt noch unvollendeten Kirche wurden hier gestoppt, wohl durch die Auseinandersetzung um den Status der Kirche ausgelöst. 1355 wurde die Stadt Limoux im Zuge des Hundertjährigen Krieges durch den Schwarzen Prinzen verwüstet, was zur weiteren Verzögerungen im Bau führte. Die Schlussweihe der repräsentativen Kirche erfolgte schließlich erst im Jahr 1453.
Bei der Errichtung der hochgotischen Basilika wurde der dreischiffige Grundriss der romanischen Anlage bei der Wiederaufnahme der Bauarbeiten übernommen und dabei die ursprüngliche Länge des Kirchenschiffes beibehalten, welches im Osten um einen großen Chorraum ergänzt wurde, um den man in Verlängerung der Seitenschiffe einen Chorumgang mit fünf Apsidenkapellen herumgeführt hat. Zwischen den Strebepfeilern des Langhauses wurden jeweils fünf Seitenkapellen eingefügt. Die Basis des Glockenturms zeigt noch romanische Bausubstanz, während der achteckige obere Teil aus dem 16. Jahrhundert stammt. Romanische Elemente haben sich außerdem im Westportal und in den Pfeilern des Langhauses erhalten. Die Bekrönung des Kirchturms entstand im 19. Jahrhundert.

## Orgel

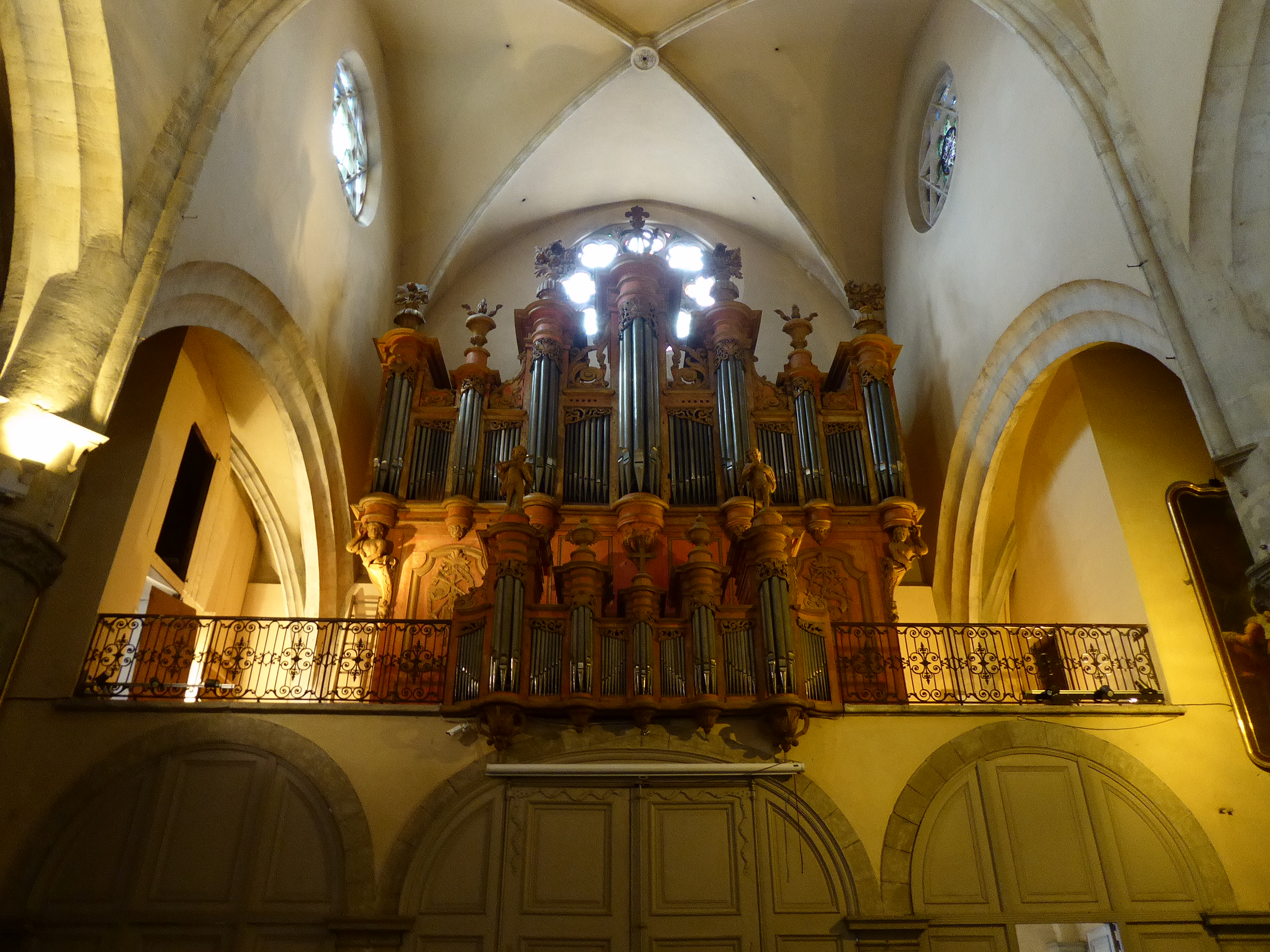
Orgel

Die Orgel der Kirche St-Martin ist seit 1967 als Monument historique eingestuft. Das Instrument geht zurück auf ein zwischen 1735 und 1740 errichtetes Werk von Christophe Moucherel, einem Orgelbauer lothringischen Ursprungs, der ab 1732 in Südfrankreich lebte. 1767 rekonstruierte Jean François Lépine die Orgel teilweise und überarbeitete sie. Im Jahr 1871 veränderte Théodore Puget unter Verwendung des alten Pfeifenmaterials die klangliche Gestalt des Instruments, entfernte das Rückpositiv und veränderte die Disposition. Restaurierungen folgten 1994 durch Pierre Vialle und 2015 durch Michel Formentelli. Die Orgel verfügt über 38 klingende Register, die sich auf drei Manuale und Pedal verteilen. Die Disposition lautet wie folgt:
| I Grand Orgue CD–d3 |        |
| Bourdon             | 16′    |
| Montre              | 8′     |
| Bourdon             | 8′     |
| Prestant            | 4′     |
| Flûte               | 4′     |
| Nazard              | 2 ⁄3′  |
| Doublette           | 2′     |
| Quarte de Nazard    | 2′     |
| Tierce              | 1 3⁄5′ |
| Grand Cornet V      |        |
| Fourniture IV       |        |
| Cymbale IV          |        |
| Trompette           | 8′     |
| Basson              | 8′     |
| Voix Humaine        | 8′     |
| Clairon             | 4′     |

| II Positif de Dos CD–d3 |        |
| Bourdon                 | 8′     |
| Flûte D                 | 8′     |
| Prestant                | 4′     |
| Nazard                  | 2 ⁄3′  |
| Doublette               | 2′     |
| Quarte de Nazard        | 2′     |
| Tierce                  | 1 3⁄5′ |
| Larigot                 | 1 ⁄3′  |
| Cornet III              |        |
| Fourniture III          |        |
| Cymbale III             |        |
| Trompette               | 8′     |
| Cromorne                | 8′     |

| III Récit b–d3 |    |
| Cornet V       |    |
| Trompette      | 8′ |
| Hautbois       | 8′ |

| Pedal CD–f1 |     |
| Bourdon     | 16′ |
| Flûte       | 8′  |
| Flûte       | 4′  |
| Bombarde    | 16′ |
| Trompette   | 8′  |
| Clairon     | 4′  |

- Koppeln: II/I, I/P
- Nebenregister: Tremblant Doux, Rossignol